# Jérôme Ducor
Jérôme Ducor est un japonologue, spécialiste du bouddhisme d'Extrême-Orient et enseignant suisse. Il a été conservateur du Musée d'ethnographie de Genève.

## Biographie
Jérôme Ducor est né et vit à Genève. Très tôt, bien que protestant, il s'est intéressé au bouddhisme. À quatorze ans, il découvre le bouddhisme dans les films d’Arnaud Desjardins et ses témoignages de moines tibétains réfugiés. Pour approfondir, il lit en bibliothèque des livres dont L’enseignement du Bouddha de Walpola Rahula. Il s'initie à « la notion de karma dont la véritable définition est l’intention. Et aussi le postulat d’un monde ordonné selon une loi naturelle où s’enchaînent les causes et les effets. Aux antipodes d’une création divine ». Jérôme Ducor a seize ans quand il découvre la tradition bouddhique de la Terre Pure à travers le Rév. Jean Eracle, fondateur d'un temple de cette tradition à Genève, qu'il rencontra lors d'une conférence donnée par le maître tibétain geshe Jampa Gyatso.
Il s'initie aux études bouddhiques à l'université de Lausanne sous la direction de Jacques May,, avec qui il apprend les langues canoniques du bouddhisme : le tibétain, le pâli, le sanskrit et le chinois. Il passe ensuite une licence en histoire des religions avec le professeur Robert Klaus Heinemann et un doctorat en japonologie à l'université de Genève sous la co-direction des prof. May et Heinemann.
Spécialiste du bouddhisme japonais, il poursuit ses études à l'université de Ryūkoku à Kyōto, où il est chercheur invité du Sekai Bukkyō Bunka Senkyū Senta / Research Center for World Buddhist Cultures (anciennement Bukkyō Bunka Kenkyūsho).
De 1992 à 1993, il enseigne les religions extrême-orientales à l'université McGill à Montréal.
De 1993 à 2019, il est privat-docent à la section de langues et civilisations orientales de l'université de Lausanne.
De 1995 à 2019, il est le conservateur responsable du département Asie du Musée d'ethnographie de Genève (MEG).
De 2007 à 2019, il est chargé de cours à l'unité de japonais de l'université de Genève, où il est actuellement chercheur associé. Il enseigne également à l'université des seniors (Uni3) de Genève et à l'Institut d'études bouddhiques de Paris.
Il est membre associé du Centre de recherche sur les civilisations de l'Asie orientale (CNRS - CRCAO / UMR8155 Japon).
Il reçoit l'ordination et la maîtrise de l'école bouddhique Jōdo shinshū, au Hompa-Honganji  à Kyōto, où il a obtenu le grade scolastique de hokyô. Il est résident du temple Shingyōji de Genève.

## Distinctions
- 2020 : Ordre du Soleil levant, rayons d’or avec rosette[7].
- 2017 : prix du Ministre des affaires étrangères du Japon[8].
- 2014 : prix Numata d'encouragement de la culture bouddhique[9].
- 2008 : prix de la traduction francophone de la littérature japonaise de la fondation Konishi pour les échanges internationaux[9].

## Publications

### 2024
- Ducor, Jérôme et Isler, Henry W. (éd.) : Jacques May, Les vers didactiques fondamentaux sur la doctrine de la voie du milieu (Mûla-Madhyamaka-kârikâ) de Nâgârjuna; avant-propos de Tom. J. F. Tillemans (Rayon Histoire de la Librairie Droz no 11); Genève, Librairie Droz, 2024; 662 pp., bibliographie.  (ISBN 978-2-600-06502-3).

### 2022
- Ducor, Jérôme et Isler, Henry W. : Jizang, Le Sens des arcanes des Trois Traités[10], contribution à l'étude du Mâdhyamika dans le bouddhisme d'Extrême-Orient (Sanlun xuanyi / Sanron gengi) (Rayon Histoire de la Librairie Droz no 9); Genève, Librairie Droz, 2022; 416 pp., bibliographie  (ISBN 978-2-600-06383-8).

### 2021
- Shinran and Pure Land Buddhism[11] ; San Francisco, Jodo Shinshu International Office, 2021; 188 pp., bibliography  (ISBN 978-0-9997118-2-8).
- (zh)+(fr) Tanluan : Commentaire au Traité de la naissance dans la Terre Pure de Vasubandhu[12], texte établi, annoté et traduit par Jérôme Ducor (Bibliothèque chinoise, vol. 31); Paris, Les Belles Lettres, 2021; 310 pp., bibliographie  (ISBN 978-2-251-45089-6).

### 2019
- "Pure Land Sources in French"; The Eastern Buddhist, N.S., 48-1 (2017), p. 137-157. (published 2019).

### 2018
- "La collection asiatique du Musée de Gustave Revilliod et le Musée d'ethnographie de Genève"; Gustave Revilliod (1817-1890), un homme ouvert au monde, catalogue de l'exposition (Genève, Musée Ariana / Milan, 5 Continents Editions, 2018,  (ISBN 978-88-7439-825-6), p. 301-311.

### 2017
- "Félix Régamey au Musée Guimet"; Enquêtes vagabondes, Le voyage illustré d'Emile Guimet en Asie, catalogue de l'exposition (Paris, Gallimard / Mnaag, 2017,  (ISBN 9782072753909)), p. 52-71.
- "Lotus et Terre pure"; Le Sûtra du Lotus, diffusion et réception, Actes du coloque du 2 avril 2016 à la Maison de l'UNESCO (Paris, les Indes savantes, 2017), p. 101-106.

### 2016
- "La cigale laborieuse et la fourmi dépensière: portraits croisés de Félix Régamey et Emile Guimet"; Journal Asiatique, 2016-2, p. 265-302 (DOI 10.2143/JA.304.2.3186093).
- "Buddhist Japonisme: Emile Guimet and the Butsuzô zui"; Japanese Collections in European Museums, Vol. V - With special Reference to Buddhist Art - (JapanArchiv: Schriftenreihe der Forschungstellungsstelle Modernes Japan; Bd. 5, 5; Bonn, Bier'sche Verlagsanstalt, 2016), p. 27-36.  (ISBN 978-3-936366-55-6)
- "Les sûtra dans le monde chinois"; Sûtras bouddhiques : un heritage spirituel universel (Paris, Les Indes savantes, 2016), p. 224-225.

### 2015
- Ducor, Jérôme et Delécraz, Christian (dir.): Le bouddhisme de Madame Butterfly - Le japonisme bouddhique; Milan, Silvana editoriale / Genève, MEG, 2015; 176 pp., ill. coul.  (ISBN 978-8-8366-3134-6).
- préface à Jean Herbert : Le Japon, croyances et rites (Paris, Dervy, 2015), p. 9-11.
- Compte rendu de : Kanamatsu Kenryô, "Le Naturel, un classique du bouddhisme Shin", suivi d'un commentaire par Reza Shah-Kazemi, préface de Francoise Bonardel (Paris, L'Harmattan, 2011); Les cahiers bouddhiques, no. 8 (Paris, Institut d'Études Bouddhiques, 2015), p. 123-131  (ISSN 1777-926X).

### 2014
- "Ces dieux qui nous mènent en bateau, les Sept Divinités du Bonheur et le Butsuzô zui"; Regards sur les collections, Musée d'ethnographie de Genève, catalogue de l'exposition de référence (Genève, MEG / Morges, Glénat, 2014,  (ISBN 978-2-940446-44-5)), p. 36-45.
- "Nouveaux éléments concernant l'enquête d'Emile Guimet sur les religions du Japon"; Journal Asiatique, 302-1 (2014), p. 23-45 (DOI 10.2143/JA.302.1.3030676).
- "Quelques caractéristiques de la collection d'ofuda d'André Leroi-Gourhan"; Kyburz, Josef (dir.): Ofuda, amulettes et talismans du Japon, Actes du Colloque international Ofuda - images pieuses du Japon (Paris, Institut des Hautes Études Japonaises du Collège de France, 2014), p. 109-122.
- Review : Honganji Shiryô Kenkyûsho (ed.): Zôho-kaitei Honganji Shi, vol. 1 (Kyoto, Honganji Shuppansha, 2010); Shin Buddhist Studies, the Newsletter of the IASBS, Vol. 25, No 1 (July 2014), p. 5-10.

### 2013
- "Eshin-ni"; Les femmes mystiques, histoire et dictionnaire (ss. la dir. d'Audrey Fella, coll. Bouquins; Paris, Robert Laffont, 2013,  (ISBN 9782221114728)), p. 357-358. (notice de dictionnaire sur l'épouse de Shinran).
- Review : Kanamatsu, Kenryo: Naturalness, A Classic of Shin Buddhism; Introduction by Reverend Tetsuo Unno (Bloomington, World Wisdom, 2002); in Shin Buddhist Studies, the Newsletter of the IASBS, Vol. 24, No 2 (December 2013), p. 4-6.

### 2012
- "Les patriarches de la branche Honganji du Jôdo-Shinshû"; Journal Asiatique, 300-1 (2012), p. 353-387 (DOI 10.2143/JA.300.1.2186346).
- (collab.) Lubac, Henri de : Aspects du bouddhisme (I. Christ et Bouddha, II. Amida) (Œuvres complètes du cardinal Henri de Lubac, XXI), éd. rev. et corr. sous la dir. de Paul Magnin et Dennis Gira avec la collaboration de Jérôme Ducor; Paris, Editions du Cerf, 2012; 602 pp.  (ISBN 978-2-204-07819-1).
- "Le premier siècle de la rencontre de la Suisse et du bouddhisme"; Centre Bouddhiste International de Genève - 20 ans à Genève (2012), p. 14-15.

### 2011
- Ducor, Jérôme et Loveday, Helen : Le Sûtra des contemplations du Buddha Vie-Infinie, Essai d'interprétation textuelle et iconographique, préface de Jean-Noël Robert (Bibliothèque de l'École des Hautes Études, Sciences Religieuses, BEHE 145); Turnhout, Brepols Publishers, 2011; 468 pp., 61 ill. n/b + 6 ill. couleur, bibliographie  (ISBN 978-2-503-54116-7).
- Collectif : Kyburz, Josef (dir.) : Ofuda, images gravées des temples du Japon, La collection Bernard Frank (Bibliothèque de l'Institut des Hautes Études Japonaises du Collège de France); diffusion : Paris, De Boccard, 2011 ; 349 p., 267 ill. couleurs  (ISBN 978-2-913217287); avec la collaboration scientifique de Didier Davin, Jérôme Ducor, Julien Faury, Matthias Hayek et Sekiko Petitmengin-Matsuzaki, sous la supervision de Junko Frank.
- Shinran, Seikaku, Hônen, Genshin : Le Tannishô, le bouddhisme de la Terre pure selon Shinran et ses prédécesseurs, cinq textes traduits du japonais par Jérôme Ducor (coll. Patrimoines, orientalisme); Paris, Les Editions du Cerf, 2011; 160 pp.  (ISBN 978-2-204-09378-1).

### 2010
- Le regard de Kannon; Gollion, Infolio éditions / Genève, Musée d'ethnographie, 2010; 107 pp., ill. couleur  (ISBN 978-2-88474-187-3).
- "Some remarks on Amida and his Pure Land"; Kagaku jidai ni okeru ningen to shûkyô, Takeda Ryûsei hakase taishoku kinen ronshû / Humanity and Religion in an Age of Science, Festschrift in Commemoration of the Retirement of Professor Ryusei Takeda (Kyôto, Hôzôkan, 2010;  (ISBN 978-4-8318-2441-7), p. 217-231.

### 2009
- Compte rendu de : Hirata Atsushi (dir.), (Hikonehan Iike monjo) Jôdo-Shinshû Igisôron, "Jôô no gekishô" o hottan to suru Honganji Kôshôji ikken shiryô (Ryûkoku Daigaku Bukkyô-bunka-kenkyûsho Kenkyûsôsho, 20) [(Archives de la famille Ii, seigneurs de Hikone) Une querelle de l'École véritable de la Terre pure, Documents historiques sur l'affaire du Honganji et du Kôshôji à l'origine de la "Chamaillerie de l'ère Jôô" (Bibliothèque d'études de l'Institut de recherche en culture bouddhique de l'Université Ryûkoku, 20)] (Kyôto, Hôzôkan, 2008) : Journal Asiatique, 297-1 (2009), p. 342-348.
- Review : Hirata Atsushi (dir.), (Hikonehan Iike monjo) Jôdo-Shinshû Igisôron, "Jôô no gekishô" o hottan to suru Honganji Kôshôji ikken shiryô (Ryûkoku Daigaku Bukkyô-bunka-kenkyûsho Kenkyûsôsho, 20; Kyôto, Hôzôkan, 2008) : Nihon shukyô bunkashi kenkyû / The Journal of Japanese Religious and Cultural History, 13-1 (May 2009), p. 79-84 (tr. Sekiko Matsuzaki-Petitmengin).

### 2008
- Shinran, Un réformateur bouddhiste dans le Japon médiéval (col. Le Maître et le disciple); Gollion, Infolio éditions, 2008; 208 pp.  (ISBN 978-2-88474-926-8).

### 2007
- Terre Pure, Zen et autorité : La Dispute de l'ère Jôô et la Réfutation du Mémorandum sur des contradictions de la foi par Ryônyo du Honganji, avec une traduction annotée du Ha Anjin-sôi-no-oboegaki (Collège de France, Bibliothèque de l'Institut des Hautes Études Japonaises); diffusion : Paris, De Boccard, 2007; 171 pp.  (ISBN 978-2-913217-18-8).
- "Les écrits d'Henri de Lubac sur le bouddhisme"; Les Cahiers bouddhiques, No 5 (Paris, Université Bouddhique Européenne, décembre 2007;  (ISSN 1777-926X), p. 81-110.

### 2006
- "Trésors bouddhiques japonais"; Bulletin des Collections Baur, No 67 (Genève, juin 2006), p. 6-33.

### 2005
- Hônen : Le gué vers la Terre Pure (Senchakushû), traduit du sino-japonais, présenté et annoté par Jérôme Ducor (col. Trésors du bouddhisme); Paris, Librairie Arthème Fayard, 2005; 216 pp.  (ISBN 2-213-61738-4).

### 2004
- "Les sources de la Sukhâvatî, autour d'une étude récente de G. Fussman"; Journal of the International Association of Buddhist Studies, 27-2 (2004), p. 357-410. (DOI 10.2143/JIABS.27.2.3149627)
- collectif (Crick, Monique, dir.) : Sous la griffe du Dragon, costumes de cour de la dynastie Qing; Genève, Collections Baur / Milan, 5 Continents Editions, 2004; 159 pp., 100 ill. couleur  (ISBN 2-88031-011-3); avec des contributions de Jérôme Ducor, Alexandre Fiette, Antoine Gournay, Francis Macouin et Marielle Martiniani Reber.

### 2003
- Thangka de l'Himalaya, images de la sagesse, 2e édition revue et augmentée (textes de Jean Eracle et Jérôme Ducor; photographies de Johnathan Watts; 68 pp., 80 illustrations couleur); Genève, Musée d'ethnographie / Ivrea, Priuli & Verlucca, 2003  (ISBN 2-88457-017-9).
- Review : Mark L. Blum, "The Origins and Development of Pure Land Buddhism, A Study and Translation of Gyōnen's Jōdo Hōmon Genrushō (New York, Oxford University Press, 2002); Journal of Japanese Studies, 29-2 (University of Washington, Summer 2003), p. 393-397.

### 2000
- "Le Tanni-shô et la querelle de l'ère Jôô"; Bukkyô-bunka-kenkyûsho kiyô, 39 (Kyôto, Ryûkoku University, novembre 2000), p. 1-9.
- "L'objet, témoin du sacré"; Le Monde & son double, Ethnographie : trésors d'un musée rêvé (Laurent Aubert, dir.; Paris, Adam Biro; Genève, Musée d'ethnographie, 2000), p. 100-104.

### 1999
- "Shandao et Hônen, à propos du livre de Julian F. Pas Visions of Sukhâvatî"; Journal of the International Association of Buddhist Studies, 22-1 (1999), p. 93-163. (DOI 10.2143/JIABS.22.1.3275076)
- "Asie : la mort dans la vie, la vie dans la mort"; La mort à vivre (Genève, Musée d'ethnographie, 1999), p. 36-53.
- "L'ABC des rites mortuaires"; Petit Manuel des rites mortuaires (Genève, La Joie de lire, 1999;  (ISBN 2-88258-163-7), p. 11-80.

### 1998
- Le Sûtra d'Amida prêché par le Buddha (Amidakyô), traduction du chinois en parallèle avec le sanskrit et le tibétain, et avec les textes originaux (Société Suisse-Asie, Monographies, vol. 29); Bern, Peter Lang, 1998; 216 pp.  (ISBN 3-906759-50-4).
- "La vie de Rennyo (1415-1499)"; The Rennyo Shônin Reader (ed. by Institute of Jodo-Shinshu Studies and Hongwanji International Center; Kyôto, Jôdo-Shinshû Hongwanji-ha Int'l Center, 1998), p. 57-90.

### 1997
- Théâtres d'Orient, masques, marionnettes, ombres, costumes (textes de Laurent Aubert et Jérôme Ducor, photographies de Johnathan Watts); Genève, Musée d'ethnographie / Ivrea: Priuli & Verlucca éd., 1997.
- "L'objet fondamental de vénération dans le Jôdo-Shinshû"; Le Vase de béryl, Études sur le Japon et la Chine en hommage à Bernard Frank (Arles, Editions Philippe Picquier, 1997), p. 87-94.

### 1996
- Saris et châles de l'Inde, collection Himavati (textes de Jérôme Ducor et Jasvinder Kaur, photographies de Johnathan Watts); Genève, Musée d'ethnographie / Ivrea, Priuli & Verlucca, 1996  (ISBN 2-88086-192-6).
- "Le dépotage du lotus"; De la Croix au Lotus (Nouveaux itinéraires Amoudruz, 3; Genève, Musée d'ethnographie, 1996), p. 177-195.

### 1995
- "The Canon Laws of Honganji and Doctrinal Authority" (Seventh Biennial Conference of IASBS, Honolulu, 1995); The Pure Land, N.S., No. 12 (Kyoto, décembre 1995), p. 142-151.

### 1994
- "Histoire de la liturgie du Honganji"; Hôrin, Vergleichende Studien zur japanischen Kultur, Band I (München, Iudicum Verlag, 1994), p. 41-56.
- "L'amour et la compassion dans le bouddhisme"; En dialogue sur la voie du Bouddha, Bulletin du Centre protestant d'études, 46e année, No 2 (Genève, 1994), p. 3-13.

### 1993
- "Some Problems in Shinran's Life : Facts and Interpretation"; Papers of the Sixth Biennial Conference of IASBS (Kyôto, Ôtani University, 1993), p. 281-286.
- La vie de Zonkaku, religieux bouddhiste japonais du XIVe siècle, avec une traduction de ses mémoires (Ichigoki) et une introduction à son œuvre  (Collège de France, Bibliothèque de l'Institut des Hautes Études Japonaises); Paris, Maisonneuve & Larose, 1993; 472 pp.  (ISBN 2-7068-1093-9).
- Grand Larousse Universel, Supplément (1993), articles "Le bouddhisme dans le monde d'aujourd'hui", "Japon, les religions".

### 1990
- "Pure Land's Contemplation in Shinshû" (Conference of the European branch of IASBS, Wien University, 1990); The Pure Land, N.S., No. 7 (Kyoto, décembre 1990), p. 56-62.

### 1989
- "Genchi et l'Ôtani-Honganji-tsûki"; Bukkyô-bunka-kenkyûsho kiyô, no. 27 (Kyôto, Ryûkoku University, février 1989), p. 73-87.
- "Les mémoires de Zonkaku"; Religion, science et pensée au Japon (Actes du 4e Congrès international de l'EAJS), Cahiers d'études et de documents sur les religions du Japon, VIII (Paris, CERTPJ, École Pratique des Hautes Études, section sciences religieuses; 1989;  (ISBN 2864690500), p. 85-89.
- "The Begining of Jôdo-Shinshû and the Tendai School of Japanese Buddhism" (Fourth Biennial Conference of IASBS, Honolulu, 1989); The Pure Land, N.S., No. 6 (Kyôto, décembre 1989), p. 178-184.

### 1988
- "La Blanche Salvatrice à sept yeux" (Sitatârâ); Bulletin des Collections Baur, no. 46 (Genève, printemps-été, 1988), p. 2-13.

### 1985
- "Tandokumon, Panégyrique, de Zonkaku" (traduction du kambun); The Pure Land, N.S., No. 2 (Kyôto, décembre 1985), p. 145-149.

### 1984
- "Hôonkô-shiki, Cérémonial du sermon de reconnaissance, par Kakunyo" (traduction du kambun); The Pure Land, N.S., No. 1 (Kyôto, décembre 1984), p. 132-141.